# Arboridia dalmatina
Arboridia dalmatina är en insektsart som beskrevs av Wagner 1962. Arboridia dalmatina ingår i släktet Arboridia och familjen dvärgstritar. Inga underarter finns listade i Catalogue of Life.